# Bernardo Heitor da Silveira e Lorena
Bernardo Heitor da Silveira e Lorena (Bardez, Goa,  7 de abril de 1810 – Goa, 12 de dezembro de 1871 foi o 6.º conde de Sarzedas Foi filho de Francisco de Assis de Lorena e Silveira.
Moço fidalgo com exercício no Paço, foi oficial-mor honorário da Casa Real, do Conselho de Sua Majestade, comendador da Ordem de Cristo, cavaleiro da Ordem de Nossa Senhora da Conceição de Vila Viçosa. O título de 6.º conde de Sarzedas foi-lhe renovado por decreto de 21 de outubro de 1862 pelo rei D. d0s Luís.
Casou com D. Luísa Pereira Garcez Palha, morta em Pangim, Goa, em 12 de abril de 1881.